# Mission spatiale franco-soviétique Saliout 7
Le 24 juin 1982, un français s’envole dans l’espace pour la première fois. Jean-Loup Chrétien devient le 108e homme de l’espace. Premier vol habité (abréviation PVH) est le nom de cette mission scientifique, pour les Français. 
Les Soviétiques, eux, l’avaient dénommée «  Vol du cosmonaute français ».  L’appellation officielle est Mission scientifique franco-soviétique Saliout 7.

## Contexte
C’est en avril 1979 que Léonid Brejnev, Président de l’Union soviétique, propose à Valéry Giscard d’Estaing alors président de la République française de faire participer un cosmonaute  français à bord d’une station spatiale soviétique Saliout.
Le CNES bousculé par les politiques se retrouve porteur d’un projet très visible dont il n’aura de cesse de lui donner une ampleur scientifique. Il a dû jongler entre les délais très courts imposés par les politiques, et la volonté d’y inclure une charge scientifique significative, d’une quinzaine d’expériences scientifiques, nécessitant d’autres moyens que le lancement d’un unique Soyouz. Les équipes de chercheurs français et soviétiques ont défini, développé, conjointement 500 kg d’instrumentation, en moins de deux ans. La négociation fut particulièrement difficile pour l’emport d’une telle charge utile .

## La  réussite de la mission scientifique nécessitait l’enchainement réussi de quatre lancements (Saliout 7, Soyouz T-5, Progress 13, Soyouz T-6)
La métamorphose d’un vol politique en vol scientifique a complexifié la mission et donc son coût pour les soviétiques. La réussite de la mission PVH  nécessitait une station orbitale neuve, un vaisseau de transport Progress pour monter le matériel des expériences scientifiques, plus deux vaisseaux Soyouz, transportant les équipages du sol à la station. Pourquoi une station neuve ? Les nouveaux points d’ancrage et les prises électriques nécessaires aux expériences étaient difficiles à installer en orbite sur l’ancienne station, toujours en activité. Les expériences d’astronomie réclamaient des hublots non ternies par la condensation du dégazage de matériaux. Quatre  fusées furent lancées. D’abord s’élança la station orbitale Saliout 7, le 19 avril 82, avec le matériel prêt. Peu de temps après, l’équipage  de longue durée, s'y installa, lancé le 15 mai par Soyouz T-5 ; le  vaisseau automatique Progress 13 monta les autres expériences françaises  le 25 mai, et seulement alors Jean Loup Chrétien et ses deux compagnons purent arriver le 24 juin à bord de Soyouz T-6. Quatre tirs impeccablement réussis, à une cadence rapide, et trois rendez-vous en orbite à 350 km d’altitude furent nécessaires au bon déroulement de cette mission 
Il n'est pas question pour les équipes françaises d'être responsable d'un retard. Le développement des expériences a été une véritable course contre la montre. Il fallait faire face à des  délais  d’approvisionnement d’un an, incompatibles avec les dates  de livraison.
Un deuxième vaisseau Progress 14 s'avéra nécessaire pour monter  l’expérience Sirène de 110 kg, après le départ de Jean Loup Chrétien. La mise en œuvre de l’expérience nécessitait d’ouvrir le sas arrière de la station pour avoir accès au vide spatial, Sirène fut donc mise en œuvre après le désamarrage du Progress, l’équipage  permanent occupant le sas avant avec son vaisseau.

## Le calendrier du projet
| date          | événement                                                                            |
| ------------- | ------------------------------------------------------------------------------------ |
| avril 79      | Proposition politique de vol d'un cosmonaute français                                |
| octobre 79    | Appel à candidatures des cosmonautes                                                 |
| octobre 79    | Études préliminaires des expériences scientifiques                                   |
| février 80    | 5 candidats retenus, début de l'entrainement en France                               |
| septembre 80  | J L Chrétien et P Baudry partent à la cité des Étoiles à Moscou                      |
| mi-81         | Livraison des modèles d'entrainement des expériences                                 |
| février 82    | Livraison des modèles de vol des expériences                                         |
| mars 82       | Intégration des modèles de vol sur Saliout7, et sur Progress 13                      |
| 19 avril 82   | Lancement de Saliout 7 avec 80 kg d'expériences                                      |
| 13 mai 82     | Lancement de Soyouz T-5. Lebedev, Berezovoï feront un vol de 211 jours               |
| 25 mai 82     | Accostage de Progress 13 et transfert de 230 kg d'expérience dans la station.        |
| 24 juin 82    | Lancement de Soyouz T-6 avec 3 cosmonautes, les cultures biologiques, les cassettes. |
| 2 juillet 82  | Retour sur Terre avec 16 kg d'échantillons et de cassettes                           |
| 10 juillet 82 | Lancement de Progress 14, avec l'expérience Sirène                                   |

## Les cosmonautes et l’équipage
À l’issue d’une sélection sévère le CNES a retenu en juin 1980 deux candidats sur 400 postulants : Patrick Baudry et Jean Loup Chrétien . En septembre, les deux cosmonautes ont commencé leur entrainement à la Cité des étoiles, près de Moscou par des cours théoriques. La deuxième année, ils se sont formés en équipage dans les simulateurs de vol et se sont familiarisés aux expériences scientifiques ,. 
- Equipage no 1 : Vladimir Djanibekov, Alexandre Ivantchenkov, Jean Loup Chrétien
- Equipage no 2: Leonid Kizim, Vladimir Soloviev, Patrick Baudry

Chef de projet de la mission, responsable de la sélection des cosmonautes, des interfaces, des délais, et de la livraison des expériences en conformité avec les exigences : Michel Vieillefosse .

## Les expériences embarquées

### Biologie et médecine spatiale, étude des réactions de l’homme en impesanteur
- Échographe : Étude échographique du système cœur /vaisseaux.
- DS1 : étude de la circulation sanguine cérébrales.
- Posture : étude des réactions pastorales.
- Cytos 2 :  comportement des  bactéries, sur différents
- Biobloc 3 :  effet du rayonnement cosmique sur des œufs d’artémia salina ou des graines

### Élaboration des matériaux en impesanteur, mesure des paramètres d'expérience
- Accéléromètre :  Mesure des accélérations résiduelles
- Calibration du four Magma :  comportement thermique d’un four
- Diffusion :  mesure des coefficients d’inter diffusion, pénétration d’un alliage entre les grains métalliques
- Alliance : expérience de solidification d’alliage aluminium indium*

### Astronomie
Il n'y a ni absorption, ni diffusion de la lumière  au-dessus de l'atmosphère.
- Piramig :  étude des galaxies dans le visible et proche infrarouge (photographie)
- PCN :  étude des sources  de faible intensité
- Sirène :  étude des sources astronomiques  à grande énergie par détection de rayon X.

## Le vol de Soyouz T-6, une semaine à bord de Saliout 7[7],[8],[9]
C’est  à l’intérieur du Soyouz T-6 que le 24 juin 1982, l’équipage no 1, a pris place et rejoint la station 24 heures après. L’équipage permanent de la station, composé d’Anatoli Berezovoï et Valentin Lebedev,  a accueilli les visiteurs, le 25 juin. L’emport tardif d’un supplément de masse a perturbé le centrage du Soyouz T-6, et les manœuvres du rendez-vous automatique. V Djanibekov fit l’accostage en manuel. Ce fut le seul incident du vol. 
La station a été totalement dédiée à la mission franco-soviétique, pendant une semaine, en particulier ses modes de stabilisation ont été déterminés par la nature des expériences. Après une semaine de travail en orbite, ce fut le transfert à bord de Soyouz, le désamarrage, et le retour sur terre .

## Une centaine de personnes travaillaient à temps plein sur ce projet
- L’équipe projet française du CNES à Toulouse,
- Les  responsables des programmes scientifiques du CNES à Paris
- Les scientifiques [Notes 2]
- Les industriels français réalisant les expériences,
- Les équipes projet soviétiques (intégration, centre de contrôle, centre d'entrainement, Cité des étoiles)
- les équipes scientifiques soviétiques principalement à Moscou

## Signification de la mission
Ce vol fut le premier vol d’un citoyen de l’Europe de l’Ouest. Il fut suivi de celui d’un astronaute allemand, le 28 novembre 1983 sur la navette américaine et le Spacelab 1, dans le cadre de L’ESA (agence spatiale européenne).
L’intérêt suscité par l’échographe français dans la communauté scientifique américaine , permit d’obtenir le principe d'un vol de l’expérience Echographie sur la Navette américaine, puis dans un deuxième temps d'un astronaute pour sa mise en œuvre (STS Mission 51G, participation française FEE et de P Baudry).
Six  missions franco soviétique et russe avec un cosmonaute français à bord, suivirent le premier vol : Aragatz en 1988, Altair en 1993, Cassiopée en 1996, Pégase en 1998, Persée en 1999 (vol de 189 Jours de J P Haigneré), Andromède en 2001, en attendant une participation à la station internationale. Certaines expériences scientifiques du premier vol  revolèrent sur des missions ultérieures.
Ce premier vol a été une ouverture sur des problèmes qui nous étaient totalement inconnus ou connus de manière livresque  comme la sélection des cosmonautes, les dérogations sur le plan de la sécurité (le point le plus important), le rendez-vous spatial, la rentrée atmosphérique.

## Les résultats scientifiques[11],[12]
Quelques résultats de PVH en médecine et biologie :
- Pas de modifications pathologiques du cœur, une augmentation  du flux sanguin, sans augmentation au niveau du cerveau,
- Le contrôle postural en impesanteur dépend des sujets. La vision est prépondérante au début du vol [13].
- Les membranes cellulaires deviennent plus épaisses en impesanteur ; la résistance aux antibiotiques augmente,
- La diminution du calcium dans le liquide intracellulaire stimule la croissance,
- Le rayonnement cosmique diminue la germination, indépendamment de la durée du vol.

## Le premier vol d'une série
Dans la liste des 18 premiers vols habités français, le deuxième vol s'appelle: Joint life sciences CNES NASA (1985), mission STS 51-G
Neuf vols ont eu lieu à bord de Saliout ou de Mir, cinq sur la Navette spatiale américaine en vol autonome, trois sur la Station spatiale internationale. Effectuant fin 2016 une mission à bord de la Station spatiale internationale, Thomas Pesquet était le 18e Français dans l'espace.